# NetherRealm Studios
NetherRealm Studios é uma desenvolvedora norte-americana de jogos eletrônicos sediada em Chicago, Illinois. Foi fundada em 2010 para substituir a WB Games Chicago, antiga Midway Games Chicago antes de ser comprada pela Warner Bros. Interactive Entertainment. O estúdio é liderado pelo veterano Ed Boon.

## Jogos
| Ano  | Titulo                           | Plataformas | Plataformas | Plataformas | Plataformas | Plataformas | Plataformas | Plataformas | Plataformas | Plataformas |        |     |
| Ano  | Titulo                           | PS3         | PS4         | Vita        | Wii U       | Win         | X360        | XOne        | Android     | iOS         | Switch | PC  |
| ---- | -------------------------------- | ----------- | ----------- | ----------- | ----------- | ----------- | ----------- | ----------- | ----------- | ----------- | ------ | --- |
| 2011 | Mortal Kombat                    | Sim         | Não         | Sim         | Não         | Sim         | Sim         | Não         | Não         | Não         | Não    | Sim |
| 2011 | Batman: Arkham City Lockdown     | Não         | Não         | Não         | Não         | Não         | Não         | Não         | Sim         | Sim         | Não    | Não |
| 2011 | Mortal Kombat: Arcade Kollection | Sim         | Não         | Não         | Sim         | Sim         | Sim         | Não         | Não         | Não         | Não    | Sim |
| 2012 | Mortal Kombat Komplete Edition   | Sim         | Não         | Não         | Não         | Sim         | Sim         | Sim         | Não         | Não         | Não    | Sim |
| 2013 | Injustice: Gods Among Us         | Sim         | Sim         | Sim         | Sim         | Sim         | Sim         | Não         | Não         | Não         | Não    | Sim |
| 2013 | Injustice: Gods Among Us (móvel) | Não         | Não         | Não         | Não         | Não         | Não         | Não         | Sim         | Sim         | Não    | Não |
| 2013 | Batman: Arkham Origins (móvel)   | Não         | Não         | Não         | Não         | Não         | Não         | Não         | Sim         | Sim         | Não    | Não |
| 2015 | Mortal Kombat X                  | Não         | Sim         | Não         | Não         | Sim         | Não         | Sim         | Sim         | Sim         | Não    | Sim |
| 2016 | Mortal Kombat XL                 | Não         | Sim         | Não         | Não         | Sim         | Não         | Sim         | Sim         | Sim         | Não    | Sim |
| 2017 | Injustice 2                      | Não         | Sim         | Não         | Não         | Sim         | Não         | Sim         | Sim         | Sim         | Não    | Sim |
| 2018 | Injustice 2: Legendary Edition   | Não         | Sim         | Não         | Não         | Sim         | Não         | Sim         | Não         | Não         | Não    |     |
| 2019 | Mortal Kombat 11                 | Não         | Sim         | Não         | Não         | Sim         | Não         | Sim         | Não         | Sim         | Sim    |     |

## Ligações Externas
- Site oficial da NetherRealm Studios
- Site oficial da série Mortal Kombat